# Cymbals Eat Guitars
Cymbals Eat Guitars est un groupe américain de rock indépendant, originaire de Staten Island, dans l'État de New York, actif entre 2007 et 2017.

## Histoire
Le groupe est formé en 2007 par le guitariste Joseph D'Agostino et le batteur Matthew Miller, tous deux diplômés de la Southern Regional High School de Manahawkin en 2006. Neil Berenholz, le guitariste Matt Cohen et le claviériste Daniel Baer rejoignent le groupe après avoir répondu à une annonce postée par D'Agostino sur Craigslist,. Les groupes alternatifs des années 1990 tels que Pavement ont fortement influencé le son du groupe. Une première version de la chanson Share est publiée sur la compilation Indiecater Vol. 1 en juin 2008.
Le groupe commence à faire parler de lui en 2009 lorsque son premier album Why There Are Mountains est inclus dans la liste « Best New Music » de Pitchfork, obtenant 8,3/10 dans la critique du site. Plus tard dans l'année, Cymbals Eat Guitars part en tournée avec The Pains of Being Pure at Heart et ouvre quelques concerts pour The Flaming Lips. En outre, le groupe a joué au festival College Music Journal 2009 et au Pitchfork Music Festival,. Fin 2009, le groupe est choisi comme l'un des « 50 artistes émergents » du Beyond Race Magazine, ce qui lui vaut une place dans le 11e numéro de la publication (avec Bodega Girls et J. Cole en couverture), ainsi qu'un entretien exclusif avec le site du magazine.
L'année 2009 est également marquée par un changement dans la composition de Cymbals Eat Guitar. Dan Baer, le claviériste d'origine du groupe, quitte le groupe en raison d'une maladie, tandis que le bassiste d'origine, Neil Berenholz, quitte le groupe en raison de son aversion pour les tournées,. Baer et Berenholz sont remplacés par Brian Hamilton et Matthew Whipple respectivement,.
En mars 2011, Cymbals Eat Guitars signe avec Barsuk Records pour produire une suite à Why There Are Mountains. Le groupe sort son deuxième album Lenses Alien le 30 août 2011. En mai 2014, le groupe annonce que son troisième album studio Lose sort le 26 août 2014. Le groupe ouvre pour Brand New en 2014, et D'Agostino crédite la tournée de Brand New pour les avoir exposés à une plus grande base de fans qui n'aurait pas lieu par eux-mêmes,.
En octobre 2015, le groupe sort la chanson Aerobed, produite par le chanteur de Brand New, Jesse Lacey, dans la série Devinyl Split de Kevin Devine. Spin donne une critique favorable à la chanson, notant sa juxtaposition d'une mélodie acoustique calme et de lignes de guitares vigoureuses. Le groupe sort son quatrième album studio Pretty Years le 16 septembre 2016.
Le groupe se sépare discrètement à la fin de l'année 2017. D'Agostino forme un projet solo appelé Empty Country à la suite de la séparation du groupe. 

## Discographie

### Albums studio
- 2008 : Why There Are Mountains
- 2011 : Lenses Alien
- 2014 : LOSE
- 2016 : Pretty Years

### Singles
- 2011 : ...And the Hazy Sea/Tunguska[17]
- 2012 : Hawk Highway
- 2012 : Jackson
- 2012 : Warning
- 2014 : Chambers
- 2016 : Wish